# ماريا سوتسكوفا
ماريا رومانوفنا سوتسكوفا (الروسية: Мария Романовна Сотскова ؛ من مواليد 12 أبريل 2000) هي لاعبة تزلج روسية، صاحبة الميدالية الفضية النهائية في سباق الجائزة الكبرى لعام 2017 ، والحائزة على الميدالية الفضية الدولية لفرنسا مرتين (2016 ، 2017) ، الحائزة على الميدالية البرونزية 2016 ، الحائز على جائزة كأس سلسلة التحدي فنلنديا لعام 2017 ، والميدالية الفضية الوطنية الروسية 2018. احتلت المركز الثامن في بطولة العالم للتزلج للعامين 2017 و 2018 وفي الألعاب الأولمبية الشتوية 2018.
في وقت سابق من حياتها المهنية ، فازت بالفضية في دورة الألعاب الشتوية الشتوية لعام 2016 ، والفضية في بطولة العالم للشباب 2016 ، والذهبية في سباق الجائزة الكبرى للشباب 2013.

## حياتها الشخصية
ولدت ماريا رومانوفنا سوتسكوفا في 12 أبريل 2000 في ريوتوف ، منطقة موسكو ، روسيا.

## روابط خارجية
- ماريا سوتسكوفا على موقع الاتحاد الدولي للتزلج (الإنجليزية)
- ماريا سوتسكوفا على موقع اللجنة الأولمبية الدولية (الإنجليزية)
- ماريا سوتسكوفا على موقع أوليمبيديا (الإنجليزية)